# Zajíc polní
Zajíc polní (Lepus europaeus) je hojný druh zajíce žijící na velkém území Evropy a západní Asie. Jeho přirozeným biotopem jsou otevřené krajiny, především pole, louky, okraje lesů aj., kde je díky svému hnědému zbarvení velmi dobře zamaskován. 

## Stavba těla
Zajíc polní dorůstá délky 50–70 cm a dosahuje hmotnosti mezi 2,5–6,5 kg. Je velmi zdatným běžcem, běhá běžně 40 km/h a v nebezpečí až 74 km/h a dobře kličkuje. Protože má přední nohy oproti zadním poměrně krátké, je rychlejší při běhu do kopce, než dolů. Při prudkém úprku z kopce dolů někdy klopýtá a dokonce dělá kotrmelce! Výborně skáče do výšky přes 1 m a do dálky až 6 m. Podle jiných údajů dosahuje maximální rychlosti běhu kolem 55 km/h a do dálky doskočí až kolem 5 metrů. Zajíc má vynikající smysly: o skvělém sluchu svědčí dlouhé ušní boltce, které jsou na konci černé, zatímco zorné pole dosahuje při panáčkování až rozsahu 360 stupňů. Zajíc panáčkuje jednak proto, aby se rozhlédl, ale také při imponování. Lépe však vidí za soumraku než za plného světla. Není pravda, že zajíc spí s otevřenýma očima. Také čich a hmat má zajíc velmi jemný, k recepci hmatu slouží hlavně dlouhé vousy (vibrisy) v blízkosti čumáku.
Zajíc polní je zbarvený žlutohnědě až šedohnědě, mláďata jsou obvykle tmavší. Špičky uší jsou černé, také ocas je shora tmavý, zespodu je však bílý, stejně jako břicho a vnitřní strana nohou. Pohlaví se od sebe neliší. Zimní srst je hustší a světlejší než letní. Zajíc líná dvakrát ročně, na jaře a na podzim.

## Rozšíření a biotop
Zajíc polní obývá většinu území Evropy kromě některých ostrovů. Na severu zasahuje až do Skandinávie a Skotska. Obývá i západní Asii v oblasti jihozápadní Sibiře a severního Kazachstánu, kam se rozšířil v posledních 150 letech v souvislosti se zemědělstvím. Jako nepůvodní druh byl lidmi vysazen např. v Irsku, kde dříve nežil, ale také na mnoha místech mimo Evropu, např. v Severní i Jižní Americe (zvláště v Chile) nebo v Austrálii a na Novém Zélandu. Zajíc je původně stepní živočich a jeho šíření do střední a západní Evropy napomohl rozvoj zemědělství již od doby neolitu, kdy rolníci mýtili lesy a zakládali pole. Zajíci preferují pole a louky s remízky, křovinatými mezemi a menšími lesíky, případně okraje lesů a paseky. Vyhýbají se hustým lesům, místy však stoupají poměrně vysoko do hor. V zimě se drží spíše v křovinách a na okrajích lesů, přes léto preferují otevřenou krajinu.

## Způsob života
Zajíc polní žije mimo období páření samotářsky a obhajuje si teritorium, které má rozsah 7–50 ha, velikost teritoria kolísá podle hustoty populace zajíců a podle dostupnosti potravy (např. v horách jsou teritoria větší). Na svém teritoriu má zajíc cestičky, po kterých chodí, a také několik pelechů. Zaječí pelech (pekáč) je miskovitá prohlubeň pod keřem nebo jen v blízkosti drnu či hroudy. V zimě se někdy dá zavát sněhem. Zajícům vadí promáčení srsti, ze svých cestiček proto důsledně odstraňují rostliny, aby se o ně po dešti neurousali. Po dešti zajíci rádi běhají po silnicích, což je mnohdy stojí život.
Zajíc polní je býložravý, přes léto požírá zejména různé byliny, zbytky plodin po sklizni, přes zimu okusuje i větve a na jaře vyhledává také mladé pupeny. Zajíc tráví potravu dvakrát, poprvé nedokonale a vyloučený kašovitý trus opět sežere. Teprve pak je potrava lépe strávena a její zbytky zajíc vyloučí v podobě kulatých hnědých bobků. Své území si značkuje sekretem pachových žláz. Zajíc se skoro neozývá, v nebezpečí varuje dupáním, podobně jako králík. Pokud je poraněný nebo jinak ohrožený, např. pronásledovaný psem, hlasitě naříká. Tento nelibozvučný, silný hlas, který se podobá mňoukání kočky, myslivci označují jako vřeštění. Myslivci napodobují zaječí vřeštění pomocí vábničky, aby přivábili na dostřel lišku.

## Rozmnožování

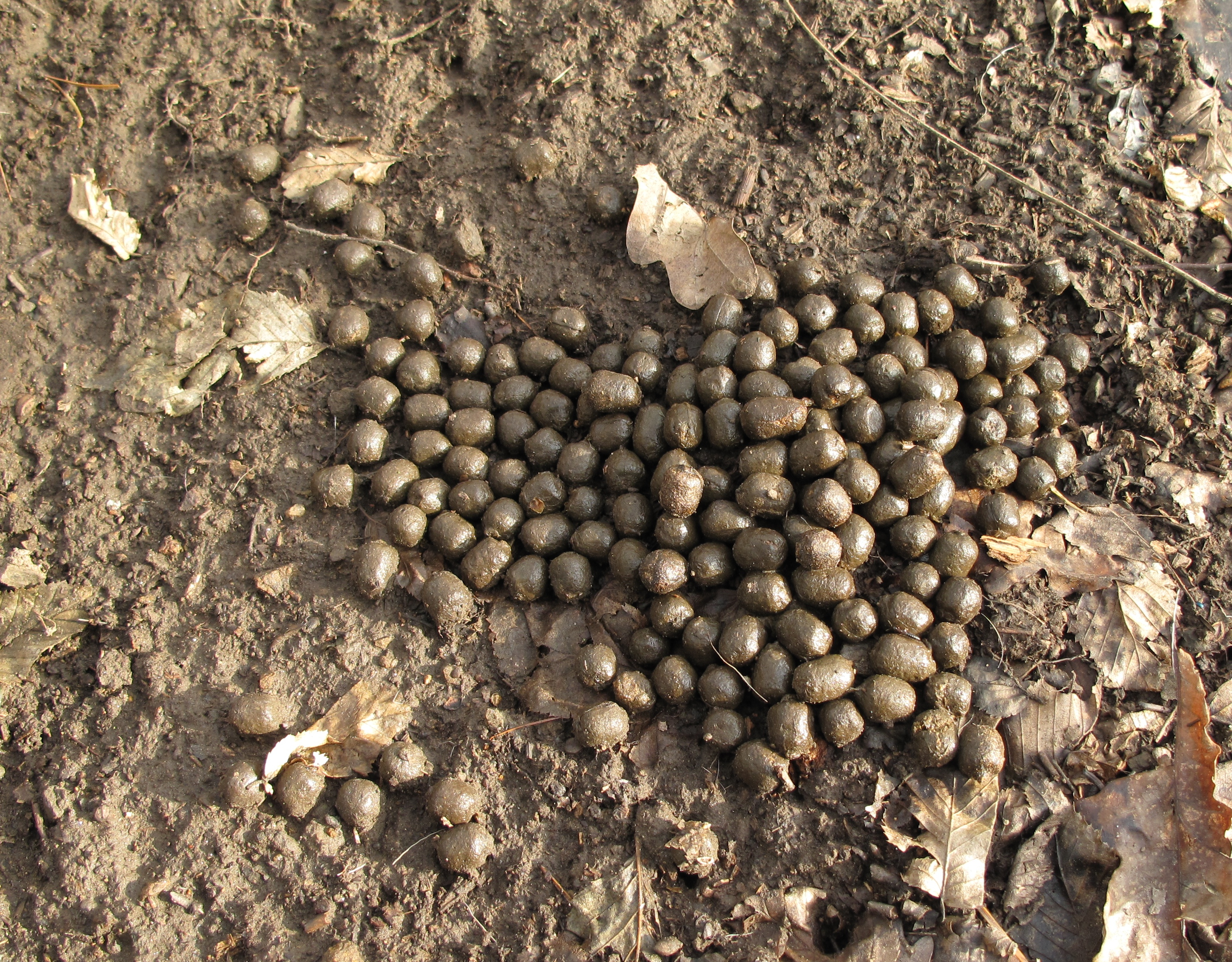
Trus zajíce polního

Samotářští zajíci se sdružují v malé hloučky jen v době páření (honcování), to začíná převážně v únoru, ale za teplého počasí i v lednu nebo v prosinci a trvá až do srpna nebo do září. Vidíme-li tedy na poli pobíhat více zajíců, první z nich je říjná zaječka a za ní průvod zajíců. Zaječí samci se v době honcování též perou mezi sebou, a to údery předních tlapek, takže jejich zápasy připomínají box. Právě toto chování dalo příčinu anglickému rčení „bláznivý jako zajíc v březnu“, které našlo uměleckou odezvu v Carrollově Alence v říši divů. Březost trvá 42 dnů a rodí se 2 až 5 mláďat. Pokud se narodí více než pět mláďat, přebytečná obvykle uhynou. Mláďata se rodí plně osrstěná a na rozdíl od mláďat králíka divokého vidí, mají též vyvinutou termoregulaci. Zaječka je ukládá v nadzemním pelechu a navštěvuje je, jen aby je nakojila. Po dvou týdnech zajíčci přechází na pevnou potravu a po měsíci se osamostatňují a matka se znovu páří. Samci o mláďata nepečují vůbec a mohou vůči nim být dokonce agresivní. Každá zaječka za rok odrodí 7 až 10 zajíčků. Mnoho z nich však uhyne, zvláště za mokrého počasí, za rok přežijí jen 2 až 4 mláďata. Zajíc se může dožít 12 let, ale v přírodě jen málokterý přežije třetí rok života. Chov zajíců činí potíže, protože kvůli své lekavosti vyžadují velký prostor a vůči sobě jsou značně agresivní. Při odchovu mláďat se doporučuje sušené mléko pro štěňata, kravské mléko nelze použít.

## Nepřátelé, nemoci a ekologické hrozby
Mezi přirozené predátory zajíců patří větší dravci, zejména jestřábi, orli a výři, ze savců větší šelmy, např. lišky nebo vlci.
Zajíci preferují suché podnebí. Škodí jim také moderní způsob zemědělského hospodaření spojený s užíváním pesticidů, rozoráváním mezí a pěstování nových plodin, zvláště řepky a kukuřice, které nejsou pro zajíce poživatelné. Po žních, když jsou naráz sklizeny velké plochy obilí, zajíci často trpí hladem. Především ve vlhkých letech se mezi nimi šíří také některá onemocnění, např. kokcidióza, tularémie či brucelóza. Naproti tomu parazité napadají zajíce poměrně málo. Mnoho zajíců zahyne na silnicích pod koly aut.

## Zajíc a člověk

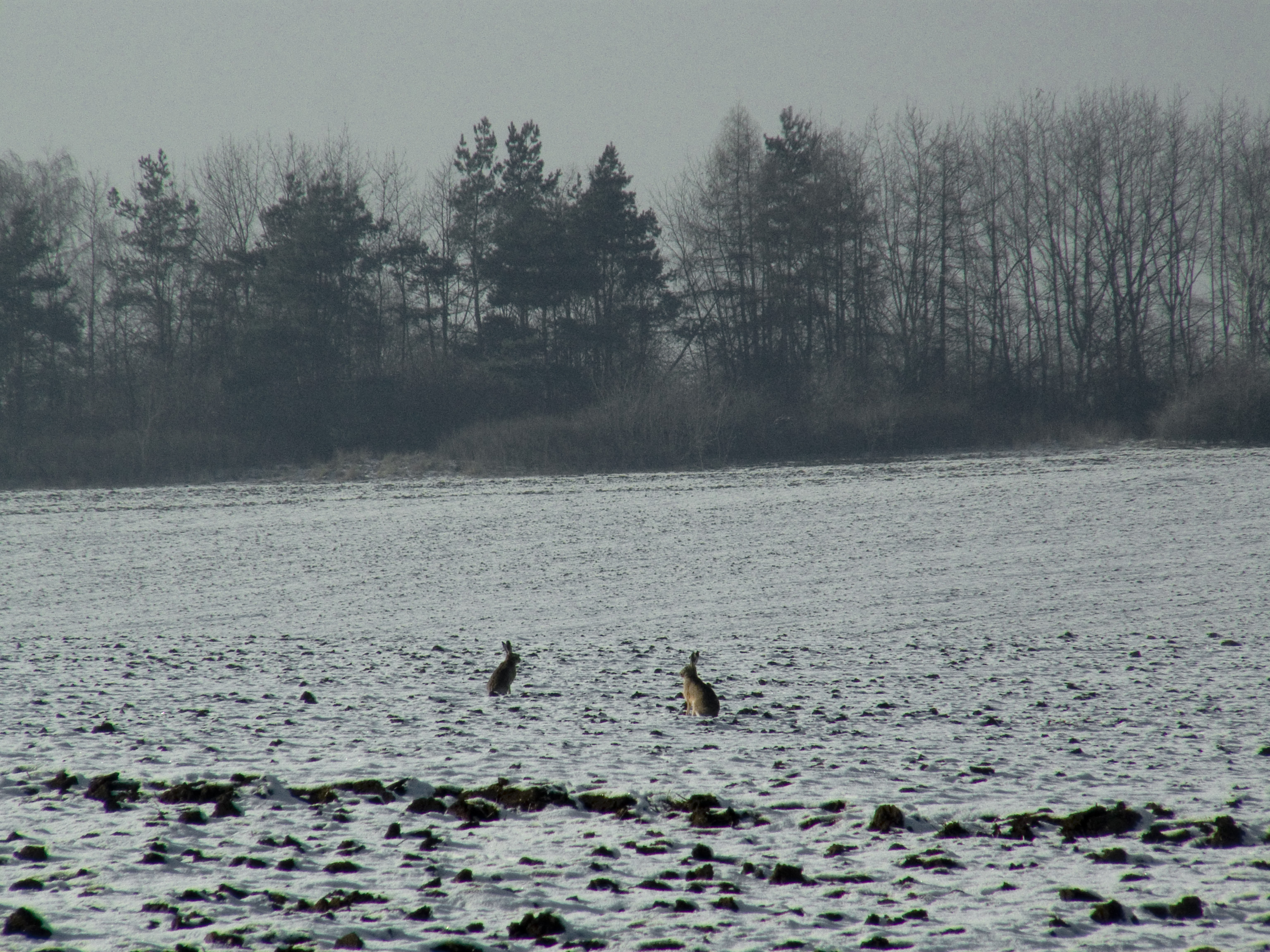
Zajíci na poli v zimě

Kvůli novým zemědělským postupům na území mnoha evropských států populace zajíců v druhé polovině 20. století drasticky poklesla. Ještě počátkem 70. let se v Česku ulovilo více než milion zajíců, ale v roce 1979 jen 100 000 kusů, populace dále klesala, v roce 1993 se ulovilo jen 37 500 kusů. V posledních dvou desetiletích se pokles podařilo zastavit a v České republice se opět ročně uloví asi 70 000 zajíců. Zajíci se loví od 1. 11. do 31. 12. obvykle na společných honech, povolen je také lov se sokolnickými dravci – pro lov zajíců se hodí samička jestřába nebo orel. Živí zajíci se chytají do tenat. V některých zemích se provádí i štvaní zajíců s chrty, známé už od starověkého Egypta.
Dříve docházelo k přemnožení zajíců, hustota byla až 2000 zajíců na 1000 hektarů a dovedli tak působit velké škody zemědělcům i lesníkům, protože rádi okusují dřeviny, hlavně listnaté..
Zajíc poskytuje maso, kůži a srst, z níž se dříve zhotovovala plst na výrobu mysliveckých klobouků. Staří Slované i Baltové věřili, že zajíc přináší smůlu, pokud přeběhne člověku přes cestu. Za zvlášť zlé se pokládalo, když zajíce potkal svatební průvod cestou z kostela. Nebylo radno ani vyslovovit jeho pravé jméno, proto se často označoval pozměněným nebo zástupným jménem, v Čechách např. macek, janek, polňák, ušák, ušatec. Zajíc byl spojován s podsvětím a čarodějnictvím, ale také s plodností.
Především ve Velké Británii je zajíc symbolem Velikonoc, což má původ v kultu anglosaské bohyně jara a plodnosti Eostry, již měl zajíc doprovázet. Zajíc je čtvrtým zvířetem čínského zvěrokruhu; staří Číňané, ale také např. Aztékové znali mýtus o zajíci, který sídlí na Měsíci, neboť jim tvar měsíčních skvrn připomínal siluetu zajíce. V afrických, ale také např. vietnamských bajkách bývá zajíc prezentován jako mazaný šibal, který obvykle napálí ostatní zvířata.
Naproti tomu ve slavné Ezopově bajce předstihne ješitného zajíce pomalá ale vytrvalá želva. V období gotiky se v církevním umění, např. ve výzdobě katedrály v Paderbornu, objevuje symbol tří zajíců v kruhu, jejichž uši tvoří uprostřed trojúhelník. Jedná se o symbol Nejsvětější Trojice, avšak podobný symbol se objevuje i v buddhistickém umění v centrální Asii[zdroj?].